# La romanzesca e l’uomo nero
La romanzesca e l’uomo nero (auch La romanziera e l’uomo nero; deutsch: „Die Romantikerin und der schwarze Mann“) ist eine Opera buffa in einem Akt von Gaetano Donizetti. Das Libretto verfasste Domenico Gilardoni. Die Uraufführung fand am 18. Juni 1831 im Teatro del Fondo in Neapel statt.

## Handlung (rekonstruiert)
Der Graf ist eben von einer langen Reise mit seinem Freund Baron Tommaso Ruperti heimgekehrt. Die beiden Männer wollen ihre Freundschaft durch die Verbindung ihrer Familien zu festigen: Antonia, die einzige Tochter des Grafen, soll Carlino heiraten, den Sohn des Barons. Während der Abwesenheit des Grafen sollte sich die Gouvernante Trappolina um die Erziehung Antonias kümmern, und zu ihrer Gesellschaft wurde Chiarina, eine verwaiste Nichte, ins Haus geholt.
Antonia ist erfüllt von den romantischen Geschichten, die sie in der väterlichen Bibliothek findet. Bedrückt von dem Gedanken, den jungen Carlino gemäß dem Willen ihres Vaters heiraten zu müssen, schwankt sie zwischen Pflichterfüllung und romantischen Vorstellungen wahrer Liebe. Der Hauslehrer Tommaso hat zudem seinen Neffen Filidoro im Haus eingeschleust, der als „l’uomo nero“ firmiert und sich als geheimnisvolle, schwarze gekleidete Gestalt bei Antonia einschmeichelt.
Auch Carlino, häufiger Gast im Haus, fühlt sich mehr zu Chiarina als seiner Verlobten in spe Antonia hingezogen und ist entsetzt, als er erfährt, dass die Eheschließung schon am kommenden Tag erfolgen soll. Antonia, die Carlinos Abneigung erwidert, sucht Hilfe beim schwarzen Mann Filidoro. Beide beschließen, der väterlichen Tyrannei zu entfliehen. Antonina möchte auf das weltliche Leben verzichten und ein einfaches, aber romantisches Leben in den Wäldern führen. Nach zahlreichen Komplikationen beendet der Graf die Flucht der beiden Verliebten und erkennt im schwarzen Mann seinen Friseur Filidoro. Jäh aus ihren romantischen Träumen herausgerissen, erkennt Antonia ihren Irrtum („Mai più romanticismo! – Nie mehr Romantik!“). Wer am Schluss wen heiratet, bleibt offen.

## Gestaltung
Das Werk ist eine „Oper der neuen Kürze“ und enthält konzentriert die klassischen Formen des Belcanto mit Cavatina und Cabaletta. Ursprünglich waren die Musiknummern durch Prosadialoge verbunden, die jedoch verloren gingen. Die Premiere erregte wenig Aufsehen und nach nur einer weiteren Aufführung wurde das Stück wieder abgesetzt. La romanzesca e l’uomo nero war neben Francesca di Foix die zweite Oper, die Donizetti 1831 schrieb.

## Werkgeschichte
Bei der Uraufführung am 18. Juni 1831 im Teatro del Fondo in Neapel sangen Luigia Boccabadati (Antonina), Anna Manzi-Salvetti (Trappolina), Marietta Gioja-Tamburini (Chiarina), Antonio Tamburini (Carlino), Francesco Salvetti (Fedele), Gennaro Ambrosini (Il conte), Lorenzo Lombardi (Filidoro), Gennarino Luzio (Tommaso) und Tauro (Giappone).

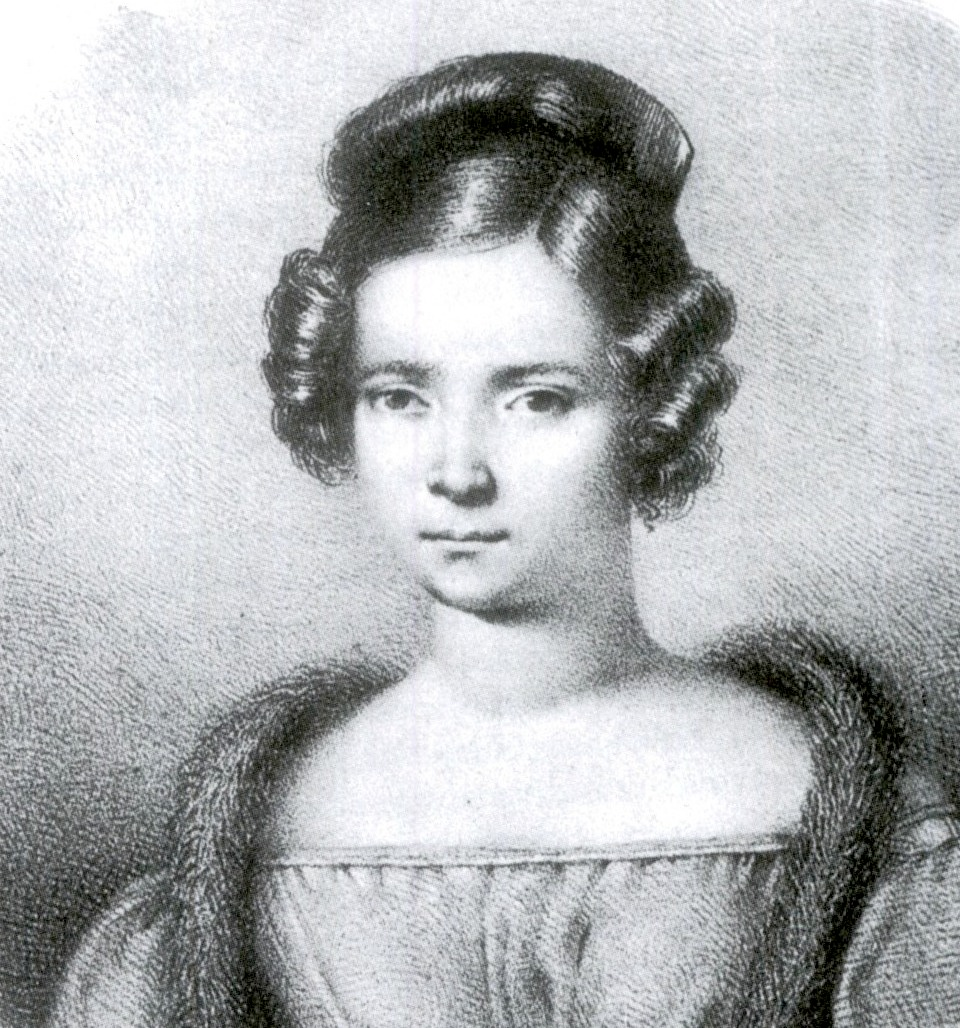
Luigia Boccabadati, die erste Antonia
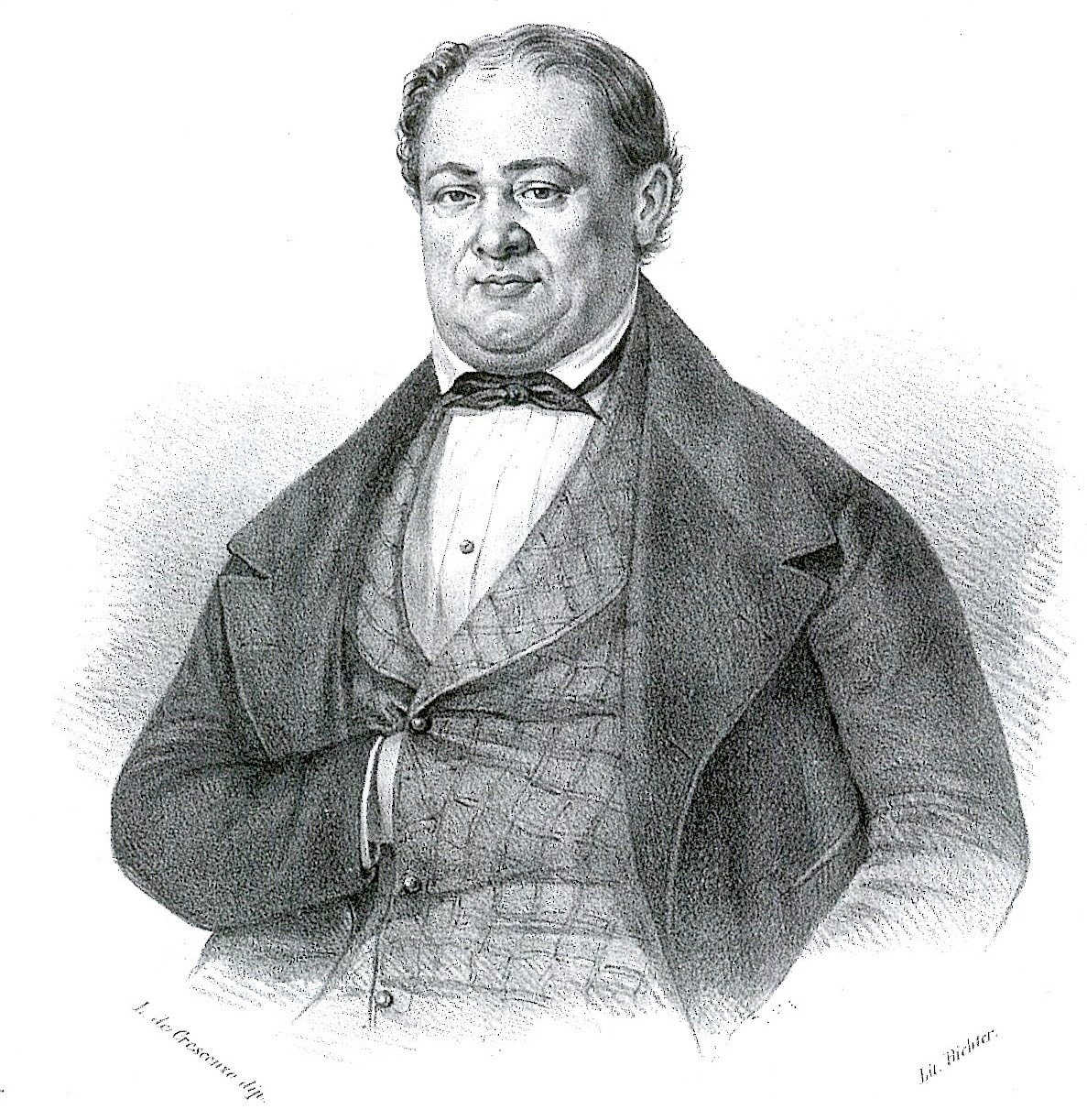
Gennaro Luzio, der erste Tommaso
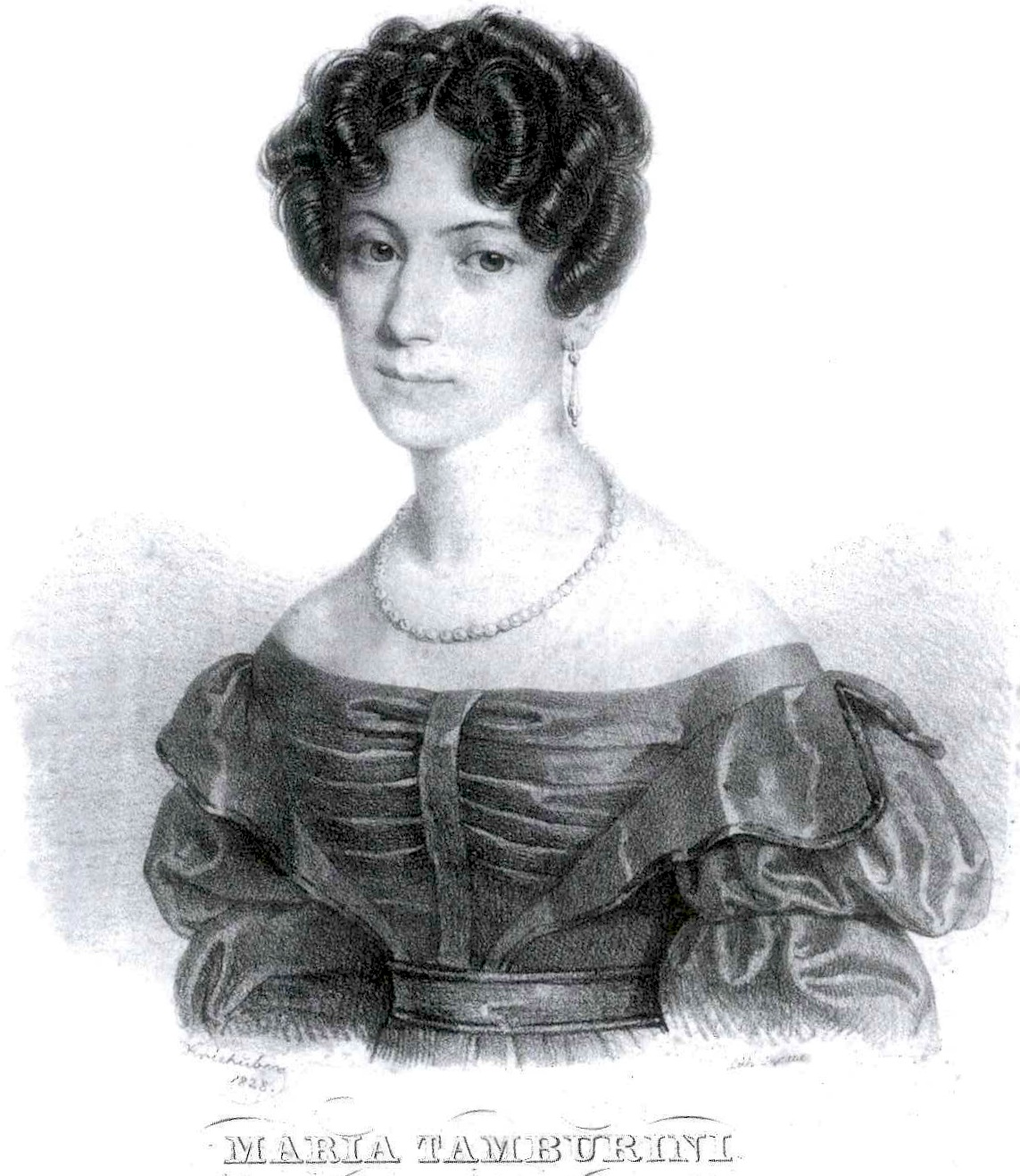
Maria Tamburini, erste Chiarina
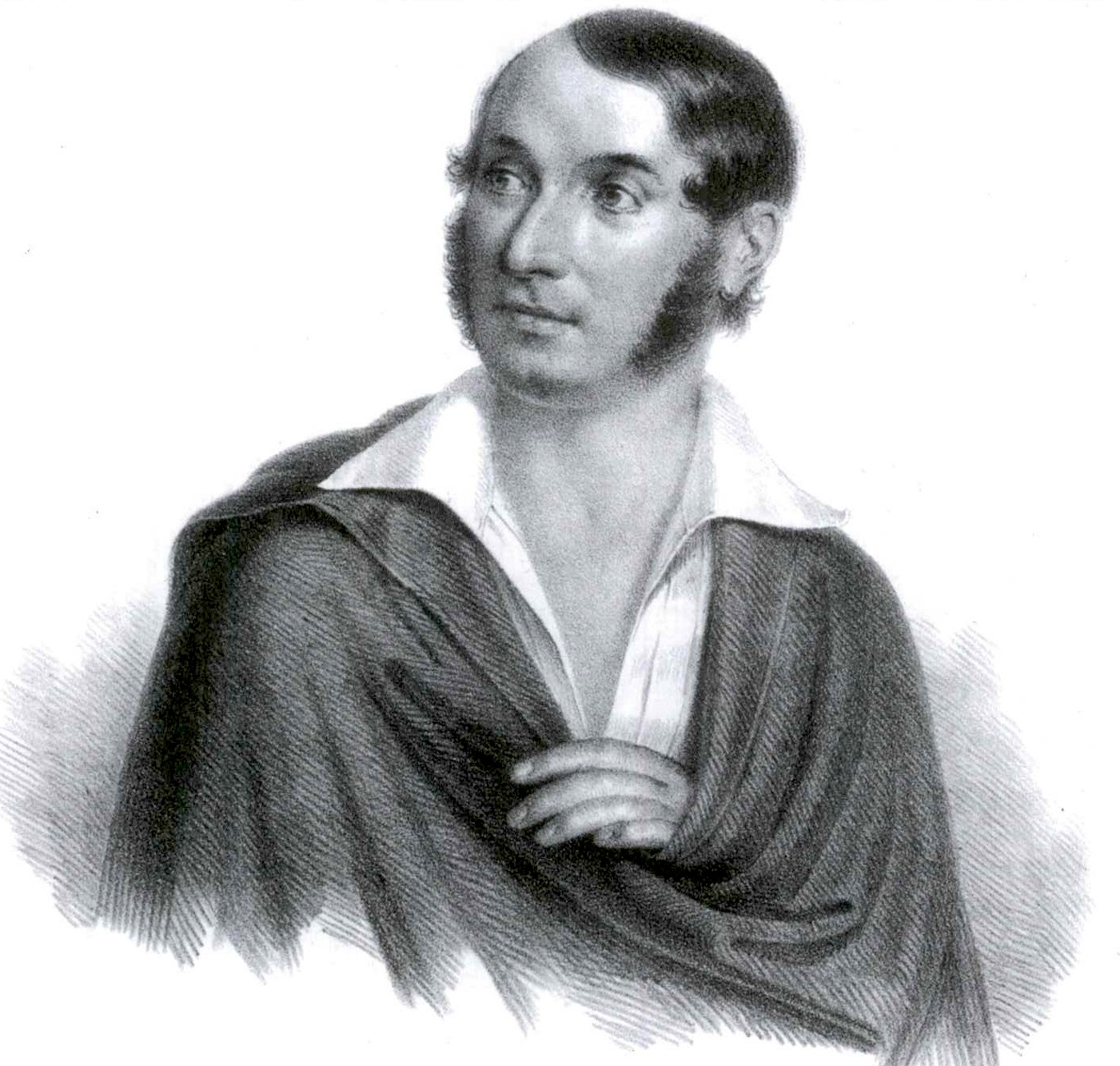
Antonio Tamburini, der erste Filidoro

## Diskographie
- 2000, David Parry: Elisabetta Scano, Adriana Cicogna, Bruce Ford, Paul Austin Kelly, Pietro Spagnoli
 Academy of St Martin in the Fields. Audio-CD Opera Rara
- 2000, Franco Piva: Patrizia Cigna, Claudia Marchi, Giovanni Gregnanin, Patrizio Saudelli, Alessandro Calamai,
Orchestra Filarmonica Veneta „G. F. Malipiero“[2]